# Koide Chōjūrō
Koide Chōjūrō est un nom japonais traditionnel ; le nom de famille (ou le nom d'école), Koide, précède donc le prénom (ou le nom d'artiste).
Koide Chōjūrō (小出 長十郎), 16 octobre 1797 - 6 octobre 1865, aussi connu sous le nom Koide Shuke, est un mathématicien japonais de l'époque d'Edo.

## Biographie
Koide est élève de Wada Nei. Parmi ses propres élèves, on compte Fukuda Riken, également connu sous le nom Fukuda Sen.
La première grande table logarithmique est publiée en 1844 par Koide Shuki, vingt ans après la mort de Sakabe Kōhan, dont le Sampo Tenzan Shinan-roku (Traité sur l'algèbre Tenzan) en 1810 propose l'emploi des tables de logarithmes. Sakebe explique que « ces tables économisent beaucoup de travail, [mais] elles sont peu connues pour la raison qu'elles n'ont jamais été imprimées dans notre pays ». Ceci s'explique par la pensée conventionnelle de l'époque. Par exemple, Koide expose un point de vue fixe dans sa préface au Tan-i sampō en 1840, dans laquelle il explique :
« Le nombre habite dans les cieux et sur la terre, mais les arts sont de marque humaine, certains sont précis et d'autres pas. La minutie de notre travail mathématique dépasse de loin celle qui se trouve en Occident, parce que notre pouvoir est un héritage divin, favorisé par l'esprit noble et audacieux d'une nation qui domine toutes les autres nations du monde ».
Duranr l'ère Tenpō, Koide traduit des parties de l’œuvre de Jérôme Lalande en astronomie. Il présente ce travail à la Commission de l'astronomie comme preuve de la supériorité du calendrier européen, mais cette démarche ne produit aucun effet identifiable. Cependant, le travail et les traductions de Koide des autres écrivains occidentaux affectent indirectement  la révision du calendrier Tenpō en 1842-1844. Koide fait partie de l'équipe d'astronomes et mathématiciens qui travaillent sur un système amélioré de calendrier lunaire. Un grand nombre d'erreurs sont trouvées dans le calendrier lunaire, et des révisions sont publiquement adoptées en 1844. Le nouveau calendrier est appelé le calendrier Tenpō-Jinin. Il est employé au Japon jusqu'en 1872 quand est adopté le calendrier grégorien.

## Ouvrages (sélection)
Les écrits publiés de Koide sont peu nombreux.
- 1840 - Tan-i sampō (Kemmochi Yōshichi Shōkō, ed.)[5].
- 1897 - Sampō tametebako (Fukuda Sen, ed.)[9].

## Source de la traduction
- (en) Cet article est partiellement ou en totalité issu de l’article de Wikipédia en anglais intitulé « Koide Chōjūrō » (voir la liste des auteurs).